# Кирьяков, Василий Яковлевич
Василий Яковлевич Кирьяков (1800—1862) — русский военачальник, генерал-лейтенант (1849), участник Польской кампании 1831 года и Крымской войны.

## Биография
Происходил из потомственных дворян Полтавской губернии. Отец — Яков Саввич Кирьяков (ум. 1826), был коллежским регистратором. Мать – Мария Евтихиевна (урождённая Скороходова). Имел брата Пантелеймона и сестру Марфу (в замужестве Щегольскую).
Окончил 2-й кадетский корпус с производством 16 августа 1814 г. в прапорщики, служил в Невском пехотном полку. В 1817 г. произведён в подпоручики, в 1818 г. — в поручики, в 1819 г. — в штабс-капитаны, в 1822 г. — в капитаны, в 1826 г. — в майоры, в 1831 г. — в подполковники и в этом же году в полковники, 6 декабря 1840 г. — в генерал-майоры, 3 апреля 1849 г. — в генерал-лейтенанты. 
Участвовал в боевых действиях против польских мятежников в 1831 году. За отличие против неприятеля награждён 25 декабря 1831 г. орденом Святого Георгия 4-й степени (№ 4620 по списку Григоровича — Степанова). С 1832 года по 1841 год командовал Московским гренадерским полком. В период Крымской войны командовал 17-й пехотной дивизией в сражении на берегу реки Альма.
Остро критикуется за приказ в Альминском сражении на отступление с Телеграфного холма. Начальник штаба Меншикова генерал Вунш описывает это так:

«Французские стрелки беспрепятственно взбирались уже на оставленную генералом Кирьяковым позицию и открыли по нас штуцерный огонь. Проскакав ещё некоторое пространство, мы встретили генерала Кирьякова в лощине, пешего. На вопрос, где же его войска, он ровно ничего не мог ответить, кроме обличавших не совсем нормальное его состояние и не относящихся к вопросу слов, что „под ним убита лошадь“!»

По одной из версий, Кирьяков — автор выражения «Закидать шапками», высказанного перед Альминским сражением. Однако ещё в марте 1611 года восставшие против поляков москвичи говорили: «Скоро мы вас шапками закидаем и рукавами выметем».
В 1833 году женился на Аполлинарии Семёновне Мягковой (1817—1862), дочери Семёна Илларионовича Мягкова и Екатерины Исааковны Ганнибал, внучки А. П. Ганнибала.
В 1861 году вышел в отставку. Умер 9 мая 1862 года в городе Острове. Похоронен на Мироносицком кладбище города Остров.

## Награды
- Орден Святого Владимира 4-й степени (22.09.1830)
- Орден Святого Георгия 4-й степени за отличие при штурме Варшавы (25.12.1831)
- Знак отличия за военное достоинство 3-й степени (1832)
- Орден Святой Анны 2-й степени с императорской короной (06.12.1833)
- Орден Святого Владимира 3-й степени (01.08.1836)
- Орден Святого Станислава 1-й степени (06.12.1843)
- Орден Святой Анны 1-й степени (06.12.1849)
- Императорская корона к ордену Святой Анны 1-й степени (19.09.1851)
- Орден Святого Владимира 2-й степени (1853)